# Чудо ревнивого чоловіка
«Чу́до ревни́вого чолові́ка» (італ. Miracolo del marito geloso) — фреска італійського живописця Тіціана (бл. 1490–1576). Створена близько 1511 року для Скуоли дель Санто у Падуї. Перша фреска на східній стіні у напрямку від вівтаря.

## Опис
Єдиними роботами початкового періоду творчості Тіціана, що мають документальне підтвердження, є фрески у Скуола дель Санто у Падуї, які він створив у 1511 році і названі «Чудеса Св. Антонія Падуанського». Основна тема фресок, що закликала до прощення і примирення, відповідала духу часу. Максимальна психологічна гострота образів відкривається у фресці «Чудо ревнивого чоловіка». На фресці зображений чоловік, що смертельно ранить свою нібито невірну дружину, але її оживляє Св. Антоній, який, як показано на задньому плані, умовляє чоловіка у її невинності.
Тут Тіціан зберігає принцип сміливої побудови композиції по спіралі. Пози і обличчя, виконані у стрімкій динаміці кольорових плям, виражають міцний порив пристрасті.